# Эргограф

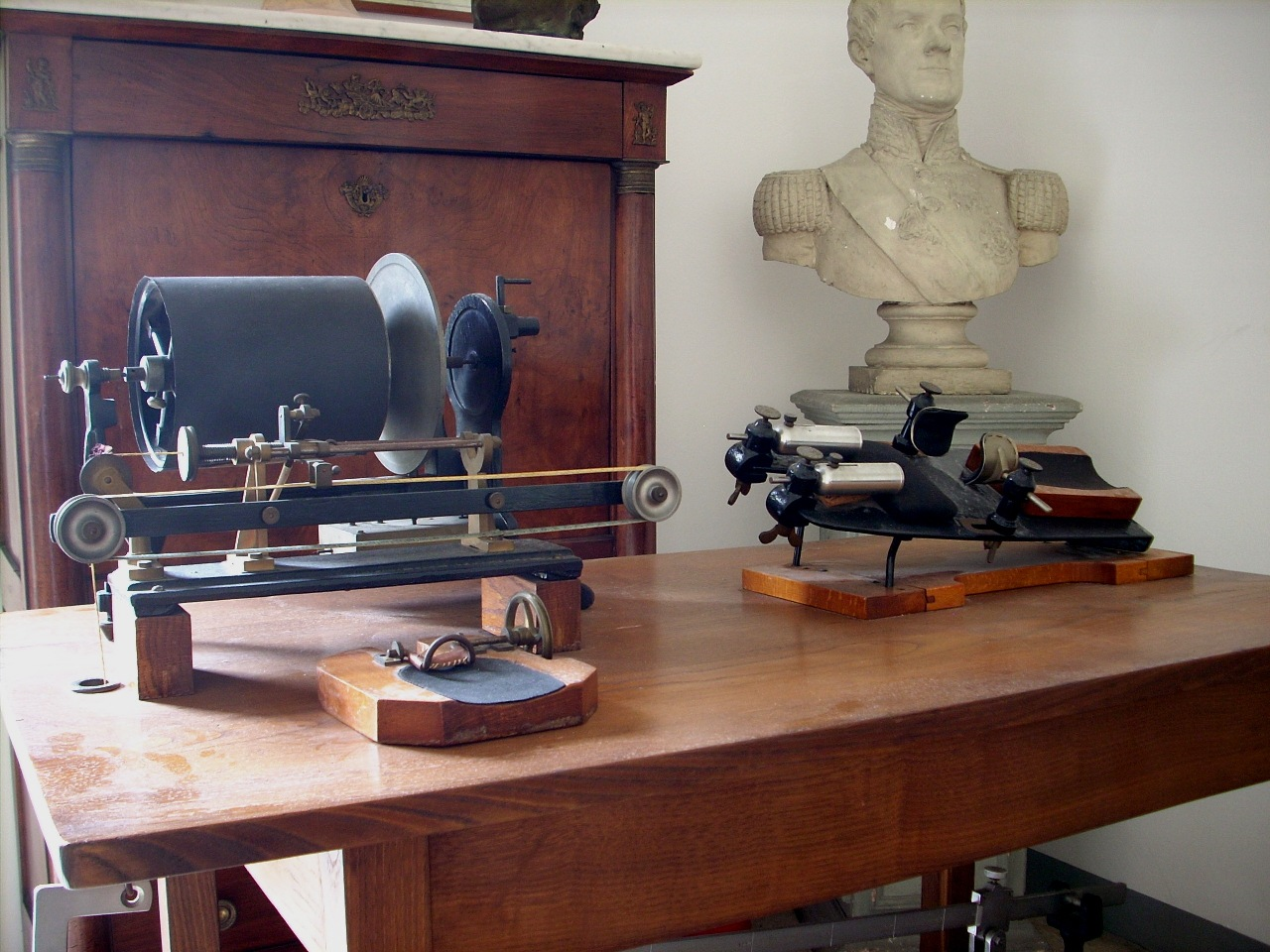
Эргограф Моссо. Оригинал хранящийся в Медицинская академия Турина

Эрго́граф (от др.-греч. ἔργον — работа и γράφω  — писать) — медицинский прибор, служащий для определения динамики работоспособности мышц и записи этой информации. Эргографы подразделяются на пальцевые, кистевые, становые, ножные, глазные и т.д., и, в зависимости от групп мышц, нуждающихся в подобной диагностике, используют соответствующий.
Первый эргограф был изобретён итальянским физиологом Анджело Моссо во второй половине XIX века. На страницах «Энциклопедического словаря Брокгауза и Ефрона» принцип его работы описывается следующим образом: «Рука до локтя укрепляется на неподвижном базисе и только средний палец оставляется свободным; испытуемое лицо совершает ряд движений (сжатий) этим пальцем. Число движений и изменением их от усталости записывается особым приспособлением при Э.» Аппаратом Моссо пользовались и для психофизиологических и для фармакологических наблюдений (действие лекарств, пищи и т. п. на мускульную систему)
.
Как правило, исследование на эргографе проводят до появления усталости, которая проявляется снижением амплитуды мышечных движений пациента.
Данный прибор также используется медиками с целью оценить влияние различных внешних факторов на работоспособность человека.